# مایکل گودلیف
مایکل گودلیف (انگلیسی: Michael Goodliffe؛ ۱ اکتبر ۱۹۱۴ – ۲۰ مارس ۱۹۷۶) یک هنرپیشه اهل بریتانیا بود.
از فیلم‌ها یا برنامه‌های تلویزیونی که وی در آن نقش داشته است می‌توان به ۳۹ قدم، بنال وطن، نگاه دزدکی، نبرد رود پلاته، قطار سریع‌السیر فون راین، کرامول، تعمیرکار و هنری هشتم اشاره کرد.